# Ommatius stackelbergi
Ommatius stackelbergi là một loài ruồi trong họ Asilidae. Ommatius stackelbergi được Richter miêu tả năm 1960. Loài này phân bố ở vùng Cổ Bắc giới.